# لطفي السبتي
لطفي السبتي هو مدرب تونسي من مواليد 1968 بمدينة بنقردان، وهو لاعب سابق لنادي الاتحاد الرياضي ببنقردان. توفي في 26 سبتمبر 2020 بعد صراع مع المرض عن عمر 52 سنة.

## وصلات خارجية
- صفحة لطفي السبتي على موقع كوووة.